# 裸妝

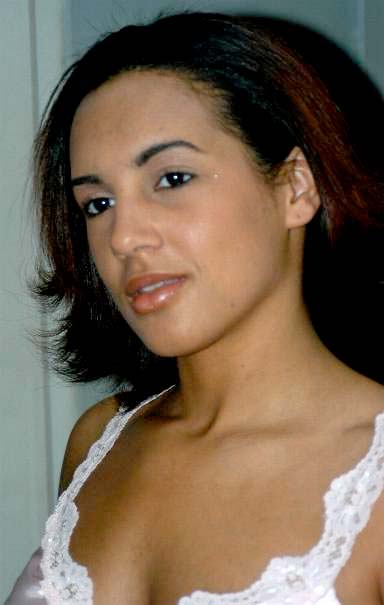
透過淺色的粉底、腮骨上的胭脂，再配合修眉及簡單的眼線，就可以使人看起來更精神。示範者是世界級名模Victoria Allure。

裸妝是一種在2006年春季開始興起的化粧技巧，但與裸體並沒有任何關連。「裸妝」一詞源自英語的「Nude Look」，亦作「flawless skin」，意思是「沒有化粧的樣貌」，與明顯化了粧的「makeup look」相對。具體來說，是指一種主要透過粉底或遮瑕膏加上化粧技巧，使臉部看起來就如天然的美一樣不經修飾。
隨着BB霜在東亞地區的普及使用，其兼具遮瑕膏及粉底的功用之餘，還包括額外的功能（例如：防曬），使化粧者無需先用遮瑕膏覆蓋然後再補上粉底。

## 參看
- 淡粧